# R. S. Thomas
Ronald Stuart Thomas, noto come R. S. Thomas (Cardiff, 29 marzo 1913 – 25 settembre 2000), è stato un poeta e scrittore gallese ed un ecclesiastico della Chiesa Anglicana, famoso per il suo nazionalismo, per la sua spiritualità e per la sua lotta contro l'anglicizzazione del Galles.

## Biografia

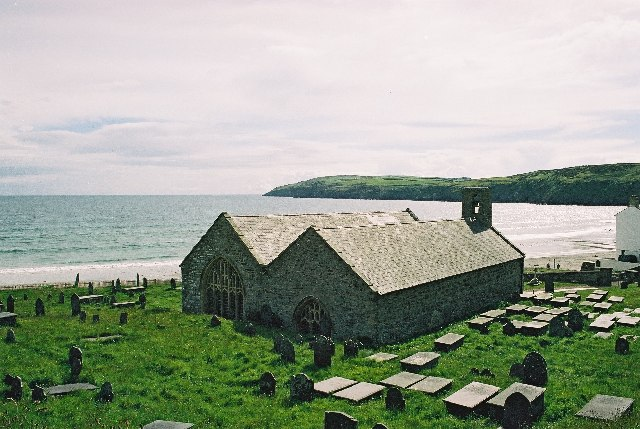
St Hywyn's Church ad Aberdaron, dove Thomas fu vicario dal 1967 al 1978

R. S. Thomas nacque a Cardiff, figlio unico di Hubert Thomas e Margaret Davis.
Grazie ad una borsa di studio nel 1932 iniziò i corsi di Letteratura Classica all'Università del Galles del Nord a Bangor.
Studiò quindi Teologia e fu ordinato sacerdote della Chiesa del Galles. Dal 1936 al 1940 diventò curato di Chirk (Denbighshire), deve incontrò la futura moglie, Mildred Eldridge, un'artista inglese, che sposò nel 1940.
Per 12 anni dal 1942 al 1954, Thomas fu rettore a Manafon (Montgomeryshire): qui cominciò a studiare la lingua gallese e pubblicò i suoi primi tre volumi di poesia: The Stones of the Field, An Acre of Land e The Minister.
La notorietà la raggiunse con la pubblicazione del quarto volume: Song at the Year's Turning.
A partire dagli anni '60 lavorò sempre più attivamente a fianco alla comunità di madre lingua gallese e pubblicò due volumi di prosa in lingua gallese: Neb (Nessuno) e Blwyddyn yn Llӯn (Un anno in Llӯn).
Dal 1967 al 1978 fu vicario della Chiesa di St Hywyn's ad Aberdaron, nella penisola di Llŷn.
Fu un grande sostenitore del nazionalismo gallese.
Le opere di Thomas riflettono il suo interesse per il paesaggio e per la gente del Galles.
La bellezza della campagna non è mai vista come un compenso al duro e monotono lavoro nei campi: questa sua visione della vita agreste diventa una sfida ai poeti contemporanei di lingua inglese, in particolare, l'opera di R.S. Thomas è stata vista in antagonismo con la poesia di Dylan Thomas, il più famoso tra i poeti a lui contemporanei.
Amava anche sperimentare la pubblicazione di poesie unite ad opere di arte figurativa.

## Opere
- The Stones of the Field (1946)
- An Acre of Land (1952)
- The Minister (1953)
- Song at the Year's Turning (1955)
- Poetry for Supper (1958)
- Tares, [Corn-weed] (1961)
- The Bread of Truth (1963)

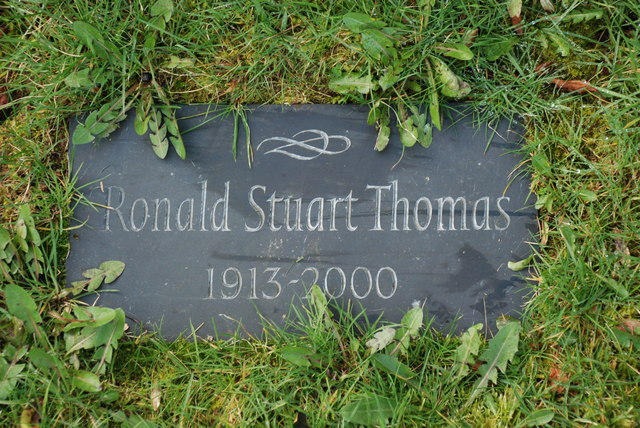
Lapide posta sopra le ceneri dello scrittore

- Words and the Poet (1964, lecture)
- Pietà (1966)
- Not That He Brought Flowers (1968)
- H'm (1972)
- What is a Welshman? (1974)
- Laboratories of the Spirit (1975)
- Abercuawg (1976, lecture)
- The Way of It (1977)
- Frequencies (1978)
- Between Here and Now (1981)
- Ingrowing Thoughts (1985)
- Neb (1985) in lingua gallese, autobiografia, scritta in terza persona
- Experimenting with an Amen (1986)
- Welsh Airs (1987)
- The Echoes Return Slow (1988)
- Counterpoint (1990)
- Blwyddyn yn Llŷn (1990) in Welsh
- Pe Medrwn Yr Iaith : ac ysgrifau eraill ed. Tony Brown & Bedwyr L. Jones, saggi in gallese (1990)
- Mass for Hard Times (1992)
- No Truce with the Furies (1995)
- Autobiographies (1997, scritti in prosa)
- Residues (2002, postumo)